# ナマンガン州
座標: 北緯41度0分 東経71度10分 / 北緯41.000度 東経71.167度
ナマンガン州（ウズベク語：Namangan viloyati、ロシア語：Наманганская область）は、ウズベキスタンの地方行政区画である。ウズベキスタン東部のフェルガナ盆地北部に位置し、タシュケント州、フェルガナ州、アンディジャン州のほか、キルギス、タジキスタンと隣接する。

## 概要
ナマンガン州は11の地区に分けられる。州都のナマンガン（人口41万人）のほか、主要都市としてカサンサイ、パプ、ウチュクルガン、トゥラクルガン、チャルタク、ハックラーバード、チュストがある。
気候は典型的な大陸性気候である。主要な農業生産物は、綿花、園芸植物であり、養蚕や、アンゴラヤギの飼育も行われている。
石油、天然ガス、金、鉛、銅、石英、アンチモンなどの天然資源を産出する。工業部門は繊維業が盛んであり、絹糸や綿糸、不燃布の生産が行われている。このほか、伝統的な手工業製品としてナイフの生産も行われている。

## 地方行政区画

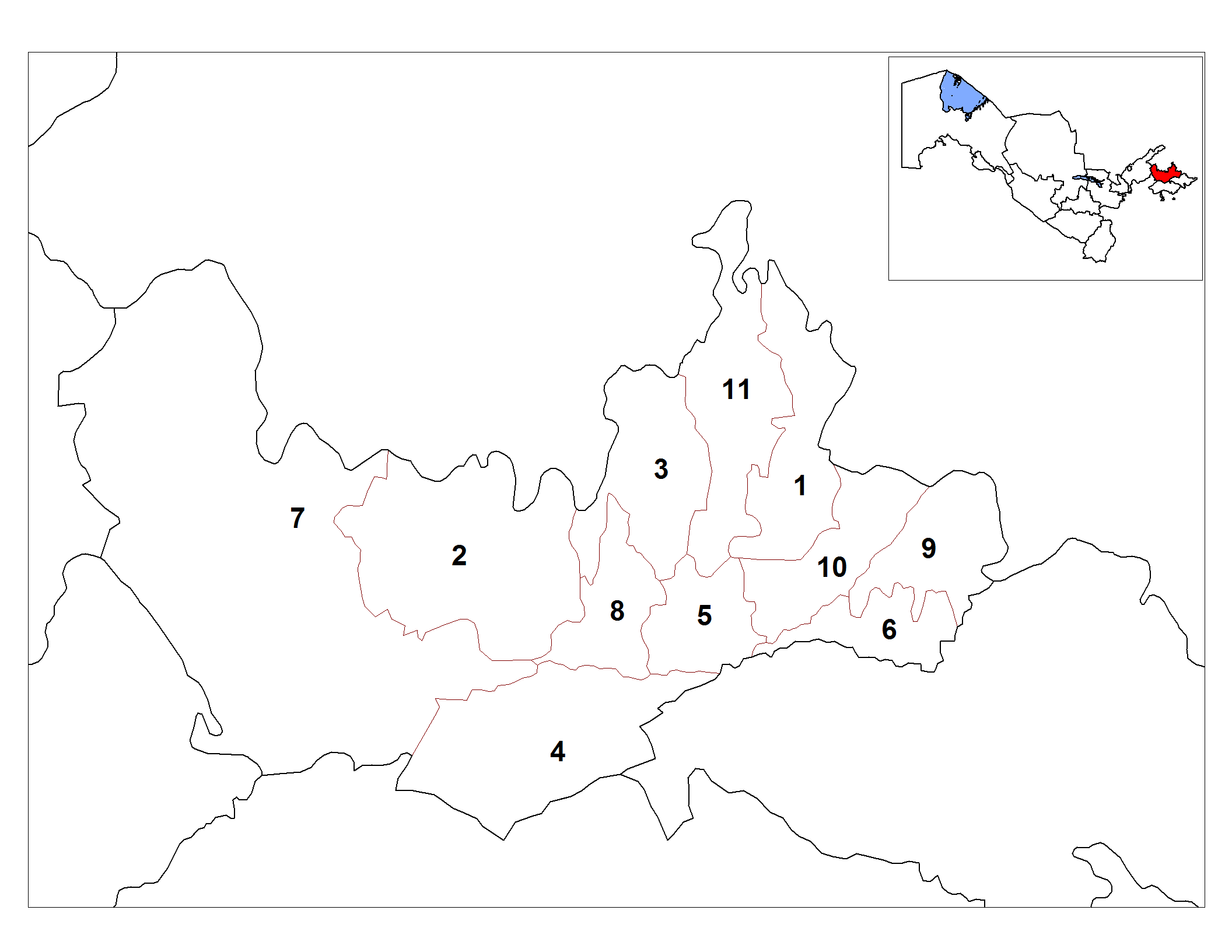
ナマンガン州の地方行政区画

|    | 地区名             | ウズベク語表記 | 行政機関所在地   | ウズベク語表記 |
| -- | ------------------ | -------------- | ---------------- | -------------- |
| 1  | チャルタク地区     | Chortoq        | チャルタク       | Chortoq        |
| 2  | チュスト地区       | Chust          | チュスト         | Chust          |
| 3  | カサンサイ地区     | Kosonsoy       | カサンサイ       | Kosonsoy       |
| 4  | ミングブラク地区   | Mingbuloq      | ジャマシュイ     | Jomasho'y      |
| 5  | ナマンガン地区     | Namangan       | タシュブラク     | Toshbuloq      |
| 6  | ナリン地区         | Norin          | ハックラーバード | Xaqqulobod     |
| 7  | パプ地区           | Pop            | パプ             | Pop            |
| 8  | トゥラクルガン地区 | To'raqo'rg'on  | トゥラクルガン   | To'raqo'rg'on  |
| 9  | ウチュクルガン地区 | Uchqo'rg'on    | ウチュクルガン   | Uchqo'rg'on    |
| 10 | ウイチ地区         | Uychi          | ウイチ           | Uychi          |
| 11 | ヤンギクルガン地区 | Yangiqo'rg'on  | ヤンギクルガン   | Yangiqo'rg'on  |

## 主要都市
- ナマンガン Namangan
- チュスト Chust
- チャルタク Chortoq
- カサンサイ Kosonsoy
- ウチュクルガン Uchqoʻrgʻon
- トゥラクルガン Toʻraqoʻrgʻon
- パプ Pop